# موزه کارخانه گاز
کارخانه گاز حسن پاشا ترکی استانبولی: Hasanpaşa Gazhanesi که با نام‌های Kadıköy Gazhanesi یا Kurbağalıdere Gazhanesi نیز نامیده می‌شود، امروزه به عنوان موزه کارخانه گاز (Müze Gazhane) شناخته می‌شود. این موزه یک کارخانه گاز برای تولید گاز زغال سنگ در استانبول، ترکیه بوده است. کارخانه در سال ۱۸۹۲ ساخته و در سال ۲۰۲۱ به موزه هنر، مرکز فرهنگی و فناوری تبدیل شد.

## تاریخچه
این کارخانه در خیابان Kurbağalıdere ۱۲۵ در محله حسن پاشا منطقه قاضی‌کوی در استانبول، ترکیه واقع شده است.